# Sophronica basigranulata
Sophronica basigranulata là một loài bọ cánh cứng trong họ Cerambycidae.